# بالتاسار سيلفا
بالتاسار سيلفا (بالإسبانية: Baltasar Silva)‏ هو لاعب كرة قدم أوروغواياني في مركز الدفاع، ولد في 19 نوفمبر 1984 في تاكواريمبو ‏ في الأوروغواي. لعب مع بنيارول وريفر بليت.

## وصلات خارجية
- بالتاسار سيلفا على موقع قاعدة بيانات كرة القدم.إي يو (الإنجليزية)
- بالتاسار سيلفا على موقع Soccerway.com (الإنجليزية)